# Față în față (film din 1997)
Față în față (în engleză Face/Off) este un film de acțiune american din 1997, regizat de regizorul chinez John Woo. Rolurile principale sunt interpretate de John Travolta și Nicolas Cage. Cei doi interpretează un agent FBI și un terorist, care ia fiecare aspectul fizic al celuilalt. Filmul conține secvențe de vărsări de sânge eroice, iar Travolta și Cage joacă fiecare două personalități. Acesta a fost primul film de la Hollywood în care i s-a dat lui Woo un control complet creativ și a fost aclamat atât de public, cât și critici. Încasările totale la nivel mondial s-au ridicat la 245 milioane de dolari, făcând ca filmul să devină un succes financiar.

## Rezumat
Castor Troy (Nicolas Cage), cel mai căutat terorist independent, este urmărit fără încetare de agentul special FBI Sean Archer (John Travolta). Cu șase ani mai devreme, Castor, într-o încercare de a-l ucide pe Sean, l-a ucis accidental pe fiul cel mic al agentului, Michael; cei doi au devenit de atunci obsedați unul de altul. FBI-ul primește informații că fratele lui Castor, Pollux (Alessandro Nivola), a închiriat un avion la aeroportul LAX. Sean știe că Pollux nu va zbura fără Castor, așa că organizează o echipă comună FBI / LAPD pentru a prinde avionul, care se lovește de un hangar. În haosul care a urmat, Pollux este capturat de FBI și Castor este adus într-o stare de comă după ce se lăudase anterior în fața lui Sean că plasase o bombă undeva în oraș. Colegii lui Sean îl felicită pentru prinderea lui Castor, dar agentul refuză laudele și spune că în acea confruntare au murit câțiva agenți FBI.
Sean află apoi că Castor nu a fost glumit când a vorbit de bombă după ce a descoperit o bandă care a fost recuperată din servieta lui Pollux aflată în avion, care conține informații despre bombă. După o serie de interogatorii, Sean descoperă data în care urmează să explodeze bomba, dar nu și locația în sine. Știind că Pollux este singura persoană care poate dezvălui locația și că Castor este singurul care ar putea fi informat, colegii lui Sean îi prezintă acestuia din urmă o misiune secretă în urma căreia el va suferi o procedura chirurgicală experimentală prin care i se va da fața lui Castor pentru a se putea infiltra în închisoarea unde era deținut Pollux și a afla de la acesta unde a fost plasată bomba. Sunt luate măsuri pentru ca Sean (având înfățișarea și vocea lui Castor) să fie închis în închisoare cu Pollux. Odată ajuns acolo, el află că bomba a fost plasată la Los Angeles Convention Center. Între timp, Castor își revine în mod neașteptat din comă și, realizând ce s-a întâmplat, își cheamă oamenii pentru a-l răpi pe medicul Walsh, care efectuase intervențiile chirurgicale. Castor (care fumează, ia analgezice și vizionează caseta video a operației) îl forțează apoi pe Walsh să-i aplice fața lui Sean, iar Walsh este ucis mai târziu, fiind incendiat cu un lichid inflamabil făcut de acoliții lui Castor. Castor (având fața și vocea lui Sean) îl vizitează în închisoare pe Sean, informându-l că el i-a ucis pe toți cei care știau despre misiune (inclusiv pe Tito, prietenul lui Sean) și a distrus toate dovezile. El pleacă, spunându-i lui Sean de planurile sale de a profita de serviciul său și de familia sa. Castor negociază apoi eliberarea lui Pollux, în schimbul dezvăluirii locului unde se află bomba. Castor dezarmează apoi bomba și primește laude din partea colegilor lui Sean și a mass-mediei.
După dezarmarea bombei de către Castor, Sean începe o încercare de evadare. Are loc o luptă violentă, care se încheie cu reușita agentului FBI de a scăpa de gardienii închisorii și evadarea închisorii. Mai târziu, Sean vizitează anturajul lui Castor și îi păcălește să creadă că el este adevăratul Castor. Sean le cere apoi să-l ajute să-l ucidă pe "Archer". În altă parte, Castor inițiază un jocul sexual agresiv cu soția lui Sean, Eva (Joan Allen), și flirtează cu fiica adolescentă Jamie (Dominique Swain). Între timp, Sean ia droguri pentru a impresiona banda lui Castor, fiind prezentă și Sasha Hassler (Gina Gershon), fosta iubită a lui Castor, și fiul lor, Adam. Sean se atașează de Adam, acesta amintindu-i de fiul său decedat, Michael. Pollux, urmărind fosta casă secretă a lui Castor, îl informează pe acesta de sosirea lui Sean. Castor trimite o echipă de la FBI și are loc un schimb de focuri, soldat cu uciderea echipei lui Castor, în timp ce Adam și Sasha sunt făcuți scăpați de Sean. În timp ce fuge, Sean îl prinde pe Pollux și-l împinge prin luminatorul apartamentului, omorându-l. Castor este devastat, iar atunci când un coleg agent comentează ceva, Castor îl împușcă în cap. Mai târziu, director adjunct al FBI, Victor Lazarro, îl ceartă pe Castor pentru masacrul inutil săvârșit. Castor, deja înfuriat, îi mărturisește adevărata sa identitate și-l omoară, spunându-le celorlalți că Lazarro a murit în urma unui atac de cord. Ca urmare, Castor este promovat director adjunct al FBI. Între timp, Sean se întoarce la casa lui și încearcă să o convingă pe Eva că el este într-adevăr soțul ei și ea este ușor convinsă după ce el îi spune o poveste legată de primul lor sărut. Dorind o dovadă științifică, Eva, care este medic, ia o probă de sânge de la Castor și observă că este de tip AB (grupa sanguină a lui Sean era O negativ). 
Câteva zile mai târziu, Sean ajunge la funeraliile lui Lazarro în timpul liturghiei și se roagă într-o capelă laterală până când participanții pleacă. Apoi, el află că Castor a luat-o pe Eva ca ostatică. Are loc un schimb de focuri, în care echipa lui Castor este ucisă. Sasha o salvează pe Eva și este lovită de un glonte destinat lui Sean; ea moare, dar îl face să promită că nu va lăsa ca Adam să crească fără tată. Castor o ia apoi ca ostatică pe Jamie, dar ea reușește să scape, folosindu-se de un cuțit dat chiar de Castor. Înainte de aceasta, Castor a încercat să-l sugrume pe Sean, dar i-a desprins un microcip de la nivelul laringelui (care i-a dat vocea lui Castor), vocea lui revenind, astfel, la normal. Castor fuge apoi spre docuri și fură o șalupă. Sean sare și el într-o altă șalupă și pornește după Castor. După o urmărire lungă, Sean și Castor sunt aruncați la mal de o explozie care rezultă din coliziunea bărcilor. Cei doi se angajează într-o confrunte finală umăr la umăr. După ce Castor își bate dușmanul cu un par, Sean apucă un pistol suliță și-l înjunghie în picior pe Castor, făcându-l incapabil să lupte, apoi Castor încearcă să distrugă fața lui Sean aflată pe el, iar Sean îl ucide în cele din urmă pe Castor cu o suliță. Ulterior, Eva este în măsură să explice întreaga situație agenților FBI, convingându-i de identitatea soțului ei adevărat. Sean este apoi dus la spital, iar fața și corpul său sunt reparate, mai puțin o cicatrice pe piept căpătată atunci când Michael a fost ucis.
Filmul se încheie cu sosirea acasă a lui Sean împreună cu Adam, aducându-i în familia sa pentru a-și îndeplini promisiunea făcută Sashei de a nu permite ca Adam să crească fără familie.

## Distribuție
- John Travolta - Sean Archer/Castor Troy
- Nicolas Cage - Castor Troy/Sean Archer
- Joan Allen - Dr. Eve Archer
- Alessandro Nivola - Pollux Troy
- Gina Gershon - Sasha Hassler
- Dominique Swain - Jamie Archer
- Nick Cassavetes - Dietrich Hassler
- Harve Presnell - Victor Lazarro
- Colm Feore - Dr. Malcolm Walsh
- C. C. H. Pounder - Dr. Hollis Miller
- John Carroll Lynch - Walton
- Robert Wisdom - Tito
- Thomas Jane - Burke Hicks
- James Denton - Buzz
- Margaret Cho - Wanda
- Matt Ross - Loomis
- Chris Bauer - Dubov
- Danny Masterson - Karl
- Tommy Flanagan - Leo
- Steve Hytner - agentul anchetator
- Romy Windsor - Kimberly (ca Romy Walthall)
- Paul Hipp - Fitch
- Kirk Baltz - Aldo
- Max Bemis de la Say Anything - băiatul de la altar

## Lansare
Față în față a fost lansat în SUA la 27 iunie 1997 și a adus încasări de 23 de milioane de dolari în primul week-end. El a devenit al 11-lea film american și al 14-lea film de pe plan mondial din 1997 ca sumă a încasărilor, cu încasări interne de 112.276.146 $ și încasări externe de 133.400.000 $, făcând ca încasările totale să se ridice la suma de 245.676.146 $. El a fost un succes comercial.

## Recepție
Față în față a primit aprecieri aproape universale din partea criticilor și a obținut câștiguri mari de box office, făcându-l un succes critic și financiar. Inversarea rolurilor între Travolta și Cage a fost un subiect de laudă, așa cum au fost secvențele violente de acțiune. Criticul Roger Ebert de la Chicago Sun-Times a remarcat că: "Aici, cu ajutorul marilor staruri de film și cerându-le să se interpreteze unul pe celălalt, Woo și scenariștii săi au găsit un contrapunct teribil pentru scenele de acțiune: în tot filmul vă veți găsi reinterpretând fiecare scenă dându-vă seama că celălalt personaj îl interpretează cu adevărat."
Unii critici au simțit că violența filmului a fost nejustificată și că secvențele de acțiune durau prea mult timp. Barbara Shulgasser de la San Francisco Examiner a numit filmul "idiot" și a susținut că "un regizor bun va alege cea mai bună din cele șase căi și o va pune în film. Woo le pune pe toate cele șase. Dacă vă păstrați ochii închiși în timpul filmului lui Woo și îi deschideți la fiecare șase minute, veți vedea tot ce trebuie să știți pentru a avea o seara perfect minunată la cinema."
Față în față are un rating de 94% "Fresh" pe situl Rotten Tomatoes cu 54 de recenzii pozitive din 56 și un scor de 82 pe Metacritic din 25 de recenzii. Filmul a fost nominalizat pentru Premiul Oscar pentru cea mai bună editare sonoră, dar a pierdut în fața filmului Titanic. Față în față a câștigat, de asemenea, premii Saturn pentru cea mai bună regie și cel mai bun scenariu, și Premiile MTV Movie pentru cea mai bună scenă de acțiune (cursa de șalupe) și cel mai bun Duo pentru Travolta și Cage.